# Artension
Gli Artension sono un gruppo heavy metal progressivo statunitense, guidato dal tastierista Vitalij Kuprij e dal cantante John West (in seguito entrato nelle file di Royal Hunt e David Feinstein).

## Storia degli Artension
Nel 1992/1993 Vitalij Kuprij, il quale, al tempo, stava studiando musica classica in Svizzera, incontrò Roger Staffelbach, un chitarrista svizzero il quale, a sua volta, studiava presso la Jazz School di Lucerna.
Ben presto, cofondarono la band strumentale Atlantis Rising, la quale si esibì dal vivo diverse volte in Svizzera. Dopo aver registrato alcune demo, vennero in contatto con Mike Varney della Shrapnel Records, che mostrò grande interesse per la band, ma suggerì di aggiungere delle linee vocali alle loro canzoni.
Nel frattempo, Vitalij aveva già conosciuto il fenomenale batterista Mike Terrana durante uno dei tour di Yngwie J. Malmsteen. Un suo amico, il bassista Kevin Chown, decise di unirsi alla formazione, arricchendone il suono grazie alla sua solida esperienza e alle grandi doti di musicista: nascono così gli Artension.
Mike Varney presentò Vitalij e Roger a diversi altri musicisti, uno dei quali fu il cantante John West, le cui linee vocali evocative, unite ai veloci assoli di Vitalij e Roger e ai loro intrecci chitarra-tastiera, divennero il "marchio di fabbrica" per la neoclassica e aggressiva musica degli Artension.
La band ha pubblicato complessivamente sette album in studio.

## Formazione

### Formazione attuale
- Vitalij Kuprij - tastiere, pianoforte, sintetizzatore
- Roger Staffelbach - chitarra
- John West - voce
- Mike Terrana - batteria
- Steve DiGiorgio - basso

### Ex componenti
- Kevin Chown - basso
- John Onder - basso
- Shane Gaalaas - batteria

## Discografia
- 1996 - Into the eye of the Storm
- 1997 - Phoenix Rising
- 1999 - Forces of Nature
- 2000 - Machine
- 2001 - Sacred Pathways
- 2002 - New Discovery
- 2004 - Future World